# هربرت لام
کنت هربرت کارل آنجلو (به چکی: Count Herbert Karel Angelo Kuchacevič ze Schluderpacheru) شناخته شده با نام هربرت لام (به انگلیسی: Herbert Lom) (زاده ۱۱ سپتامبر ۱۹۱۷ پراگ - درگذشته ۲۷ سپتامبر ۲۰۱۲ لندن) بازیگر چک تبار بریتانیایی بود که با بازی در مجموعه فیلم‌های پلنگ صورتی شهرت جهانی پیدا کرد.

## زندگی‌نامه
هربرت لام متولد ۱۱ سپتامبر ۱۹۱۷ در شهر پراگ در چک بود.
او ابتدا روی صحنه تئاتر و پرده سینماهای چکسلواکی بازی می‌کرد ولی در آستانه جنگ جهانی دوم به لندن مهاجرت کرد.
هربرت لام در «رویال آکادمی هنرهای دراماتیک» در لندن تحصیل کرد و نخستین بار در سال ۱۹۴۰ در فیلم «جنایت‌های من» به زبان انگلیسی به ایفای نقش پرداخت.
او نخستین بار در فیلم تیری در تاریکی محصول ۱۹۶۴ در نقش رئیس پلیس دریفوس بازی کرد، شخصیتی که در مجموعه فیلم‌های پلنگ صورتی، بر اثر بی کفایتی‌های کارگاه کلوزو عصبی‌تر و عصبی‌تر می‌شد.
کمپانی فاکس قرن بیستم با او قراردادی هفت ساله بست و پس از آن بود که در چندین فیلم در نقش شخصیت اصلی ظاهر شد، از جمله در نقش ناپلئون در فیلم آقای پیت جوان.
لام همچنین دو بار نقش ناپلئون بناپارت را بازی کرد که یکی از آنها در اقتباس سینمایی از جنگ و صلح، اثر لئو تولستوی، در سال ۱۹۵۶ و در کنار آدری هپبورن و هنری فوندا بود.
او در طول شصت سال فعالیت هنری خود در بیش از ۱۰۰ فیلم، از جمله «ال سید» و «اسپارتاکوس» بازی کرد.
در چندین فیلم در نقش دریفوس، رئیس کارآگاه کلوزو (با بازی پیتر سلرز) بازی می‌کرد.
او همچنین در طول زندگی هنری خود دو رمان نوشت با نام‌های «جاسوس را وارد کنید» در سال ۱۹۷۱ و «دکتر گیوتین» در سال ۱۹۹۳.
او در سال‌های پایانی زندگی هنری خود با دیوید کراننبرگ، کارگردان مشهور، همکاری کرد و در نقش مقابل کریستوفر واکن، در فیلم منطقه مرده بر اساس رمانی از استیون کینگ بازی کرد.
وی در لندن زندگی می‌کرد.
خانواده هربرت لام گفتند که او روز پنجشنبه در خواب و در آرامش در ۹۵ سالگی درگذشته است.

## فیلم‌شناسی
- قاتلان زن (۱۹۵۵)
- جنگ و صلح (۱۹۵۶)
- عملیات ببر (۱۹۵۷)
- مرز شمال غربی (۱۹۵۹)
- اسپارتاکوس (۱۹۶۰)
- جزیره اسرارآمیز (۱۹۶۱)
- ال سید (۱۹۶۱)
- شهر ترسناک (۱۹۶۱)
- شبح اپرا (۱۹۶۲)
- تیری در تاریکی (۱۹۶۴)
- کلبه عمو تام (۱۹۶۵)
- گامبی (۱۹۶۶)
- حوا (۱۹۶۸)
- ۹۹ زن (۱۹۶۹)
- کنت دراکولا (۱۹۷۰)
- دوریان گری (۱۹۷۰)
- آدم‌کشی‌های کوچه بزرگ (۱۹۷۱)
- سپس هیچ‌کدام باقی نماندند (۱۹۷۴)
- چارلستون (۱۹۷۷)
- عاشقانه پلنگ صورتی (۱۹۸۱)
- منطقه مرده (۱۹۸۳)
- پسر پلنگ صورتی (۱۹۹۳)